# Hayward Keniston
Hayward Keniston (* 5. Juli 1883 in Somerville (Massachusetts); † 10. August 1970 in Yarmouth (Nova Scotia)) war ein US-amerikanischer Romanist und Hispanist.

## Leben und Werk
Ralph Hayward Keniston studierte an der Harvard University und promovierte dort (nach verschiedenen Lehraufgaben seit 1904) 1911 mit der Arbeit Garcilaso de la Vega. A critical edition of his works, together with a life of the poet (getrennt erschienen  u. d. T. Garcilaso de la Vega. A critical study of his life and works, New York 1922 und (Hrsg.) Garcilaso de la Vega, Works. A critical text with a bibliography, New York 1925).
Nach einem zweijährigen Europaaufenthalt begann er 1914 seine Hochschullehrerkarriere als Assistant Professor of Romance Languages an der Cornell University. 1919 wurde er Professor, 1923 Dean der Graduate School. 1925 wechselte er an die University of Chicago. 1932 wurde er in die American Academy of Arts and Sciences und 1944 in die American Philosophical Society gewählt. Von 1940 bis 1953 war er als Nachfolger von Hugo Paul Thieme Professor an der University of Michigan, ab 1945 Dean of the College of Literature, Science and the Arts, das letzte Jahr als Domingo Faustino Sarmiento University Professor of Romance Languages.
Nach seiner Emeritierung lehrte er noch an der Duke University in Durham (North Carolina) und bis 1963 als Mellon Professor an der University of Pittsburgh.
Keniston war 1948 Präsident der Linguistic Society of America.

## Weitere Werke

### Monographien
- The Dante tradition in the fourteenth and fifteenth centuries, in: Thirty-first annual report of the Dante society (Cambridge, Mass.) 1912, Boston 1915, S. 1–92 (Dante-Preis).
- List of works for the study of Hispanic-American history, Oxford 1920
- A basic list of Spanish words and idioms, Chicago 1933
- (mit Ferdinand Schevill und Arthur Pearson Scott) Introductory general course in the humanities. Syllabus, New York 1937
- Spanish syntax list. A statistical study of grammatical usage in contemporary Spanish prose on the basis of range and frequency, New York  1937
- The Syntax of Castilian Prose. The Sixteenth Century,  Chicago 1937, Ann Arbor 1980
- Spanish idiom list. Selected on the basis of range and frequency of occurrence, New York 1939
- Reading Spanish. A basic reader, New York 1940
- Learning Spanish. The minimum essentials of pronunciation, vocabulary, idiom, and syntax, New York 1940; (mit Gordon W. Harrison), New York 1954
- A standard list of Spanish words and idioms, Boston/New York 1941
- A bibliographical guide to materials on American Spanish, Cambridge, Mass 1941
- (mit Ralph Steele Boggs, Lloyd Kasten und H. B. Richardson) Tentative dictionary of medieval Spanish, Chapel Hill 1946, Ann Arbor 1981
- Francisco de los Cobos. Secretary of the emperor Charles V, Pittsburgh 1958 (spanisch Madrid 1980)
- Graduate study and research in the arts and sciences at the University of Philadelphia, Philadelphia 1959

### Herausgeber- und Übersetzertätigkeit
- (Hrsg.) Vicente Blasco Ibáñez, La Barraca. Novella, New York 1910; (mit Lawrence B. Kiddle) New York 1960
- (Hrsg.) Juan Boscán, Las Treinta, New York 1911
- (Hrsg.) Jorge Isaacs, María (novela americana), Boston 1918
- (Übersetzer) Vicente Blasco Ibañez, Woman triumphant (La maja desnuda), New York 1920
- (Hrsg.) Fuero de Guadalajara (1219), Paris/Princeton 1924
- (Hrsg.) Don Alonso Enríquez de Guzmán, Libro de la vida y costumbres, Madrid 1960
- (Hrsg.) Sancho Cota, Memorias, Cambridge, Mass. 1964